# Острова Известий ЦИК (полярная станция)
Острова Известий ЦИК — российская всесезонная полярная станция в Арктике. Расположена на архипелаге Острова Известий ЦИК, на острове Тройной.

## Описание станции
Станция была основана 15 сентября 1953 года на юго-восточном побережье острова Тройной, на бывшей гидрографической базе Управления полярных станций и научных учреждений Главного управления Северного морского пути. В 1962 году станция была перемещена в 5 км к северу от изначального месторасположения. Остров Тройной состоит из трёх небольших обособленных возвышенностей, соединённых галечными пересыпями и галечными косами. Источником энергии в первые годы в основном были аккумуляторные батареи постоянного тока, помещения отапливались дровами и углем. В конце 1960-х годов на станции был установлен ветроэлектрический агрегат. В 70-е годы станцию перевели на энергоснабжение от дизель-электрических агрегатов, а отопление стало водяным с котлами на жидком топливе.
Средняя годовая температура воздуха составляет -12,2 °C. Самый теплый месяц август со средней температурой воздуха +1,8 °C, а самый холодный - январь с температурой воздуха -26,1 °C. Абсолютный максимум температуры воздуха составляет +18,0 °C, а минимум -50,0 °C. Преобладающее направление ветра северо-восточной четверти, средняя скорость 5,9 м/сек. Лето короткое, холодное и сырое.
На станции проводятся регулярные гидрометеорологические и геофизические наблюдения. Программа наблюдений и работ на станции с момента ее организации была увеличена. Начаты геофизические наблюдения, наблюдения над гололедно-изморозевыми отложениями. В 60-е годы 20 века станция перешла на восьмисрочные метеорологические наблюдения. Парк приборов и оборудования расширен. Был установлен осадкомер Третьякова для измерений количества осадков. Высота нижней границы облаков стала измеряться прибором ПИ-45, который в 80 годы был заменен на РВО-2М. Параметры ветра стали наблюдать по анеморумбометру вместо флюгера Вильда. Метеорологическую дальность видимости измеряли приборами М-53А и М-71.
В 2009 году на станции был построен новый современный служебный дом. Средства связи на станции неоднократно совершенствовались. В том же году группой специалистов была установлена аппаратура для автоматизированного сбора, обработки и доставки информации в Гидрометцентр России. В рамках проекта модернизации наблюдательной сети Росгидромета в 2012г на станции Известий ЦИК установлен автоматизированный метеорологический комплекс (АМК). Работники станции успешно освоили новое оборудование. С апреля 2013 года станция перешла на регулярные наблюдения с помощью АМК.